# Hijo de la Luna
Hijo de La Luna é uma canção em espanhol da banda espanhola Mecano, de 1986. É o quinto e último single do álbum "Entre el cielo y el suelo".
A letra conta a história de uma "cigana", que reza a noite inteira à Lua, para esta lhe conceder um marido. No final, a lua diz que ela terá seu homem, mas em troca quer que o seu primeiro filho nascido seja entregue a ela.
Quando a criança nasce, verifica-se que a sua cor da pele não se parece com a do pai, mas é branca "como as costas de um arminho" (O pêlo branco de um arminho provenientes Armênia), albino, com olhos cinzentos. O cigano automaticamente assume que sua esposa cometeu adultério. E mata-a com uma faca. Depois, ele leva o bebê até o topo de uma montanha, onde abandona-o.
A criança é levada para o céu pela lua, e em noites de lua cheia, é porque a criança está feliz, e quando a criança chora, a lua vai minguar para fazer para ele um berço.
O refrão da canção diz que a lua quer ser mãe, mas não consegue encontrar um amante que fará dela uma mulher (e, portanto, engravidá-la), e questiona o que ela faria com uma criança de carne.
Por sua vez, a Lua duvida do comprometimento da mãe com o menino, perguntando o quanto ela ama seu filho se está disposta a trocá-lo por um parceiro.
A canção pode ser interpretada como um mito que explica as fases da Lua como uma função da interação da Lua com seu filho humano adotivo.

## Diferentes versões
A canção teve várias versões. Entre elas:
- Eleni Dimou (1991), cantora grega, em seu álbum Mia zoi then ftanei (Uma vida não basta), como "Peftei to Feggari" ("A Lua está caindo")
- Tuula Amberla, cantora finlandesa, no álbum Kuun poika (1992)
- Anneli Saaristo, cantora finlandesa, no álbum Appelsiinipuita aavikkoon (1992)
- Montserrat Caballé (1994)[9]
- Loona (1998)[10]
- Sarah Brightman (2000)[11]
- Ivana Jordan, cantora sérbia (2001)
- Valensia (2001)[12]
- Belle Pérez e Voice Male (2002)[13]
- Monserrat Bustamante (2003)[14]
- Mors Principium Est (na versão japonesa de Inhumanity [2003])
- Psy 4 de la Rime (2005)
- Stravaganzza (2006)[15]
- Ana Torroja (Me Cuesta Tanto Olvidarte 2006)
- Lyriel, um grupo alemão de rock celta, no álbum Autumntales (2006)
- Vicky Leandros no álbum Zeitlos (2010)
- Mario Frangoulis, no álbum Sometimes I Dream.
- Haggard, uma banda alemã de metal sinfônico, no álbum Tales of Ithiria (2008)
- Katra Solopuro, uma cantora de metal gótico finlandesa, no álbum Beast Within (2008)
- Highland, um projeto alemão de dance/hip hop, no álbum Dimmi Perché (2008)
- Theatres des Vampires, na versão italiana "Figlio della Luna", no album Moonlight Waltz (2011)
- Samuel Julião, um barítono Português (2012)